# Михаловський Болеслав Георгійович
Михало́вський (Михайло́вський) Болесла́в Гео́ргійович (1830, Вільно — 22 березня 1909, Харків), польський інженер-архітектор.

## Біографія
1830 р. — Б. Г. Михаловський народився у Вільно, в родині польських дворян.
1844–1849 рр. — навчання у Петербурзькому Будівельному училищі, яке він закінчив з відзнакою, отримавши звання архітектора. Потім працював у Твері.
1862 р. — зайняв посаду губернського архітектора в Полтаві, з 1867 р. — губернського інженера. Отримав звання інженера-архітектора за виконання проекту моста.
1872–1873 pp. — служив у Владимирі.
1873 р. — переїзд до Харкова, служба управлінні товариства Харківсько-Миколаївської залізниці.
1874 р. — Харківська міська дума запросила Б. Михаловського на посаду міського інженера і викладача механічної технології, геодезії і будівельного мистецтва у 1-му реальному училищі.

## Робота вПолтаві (1862–1872рр.)
Працюючи в Полтаві, Б. Михаловський провів проектні дослідження для будівництва Курсько-Харківсько-Азовської залізниці, від Полтави до Костянтинограду. Він побудував кілька мостів, влаштовував водостоки і брукування в центрі Полтави.
На жаль, на сьогодні не збереглися архітектурні доробки Михаловського — реставрація палацу кн. Кочубея в с. Диканька, громадські будівлі, особняки й приватні будинки.

## Робота вХаркові (1873–1909рр.)

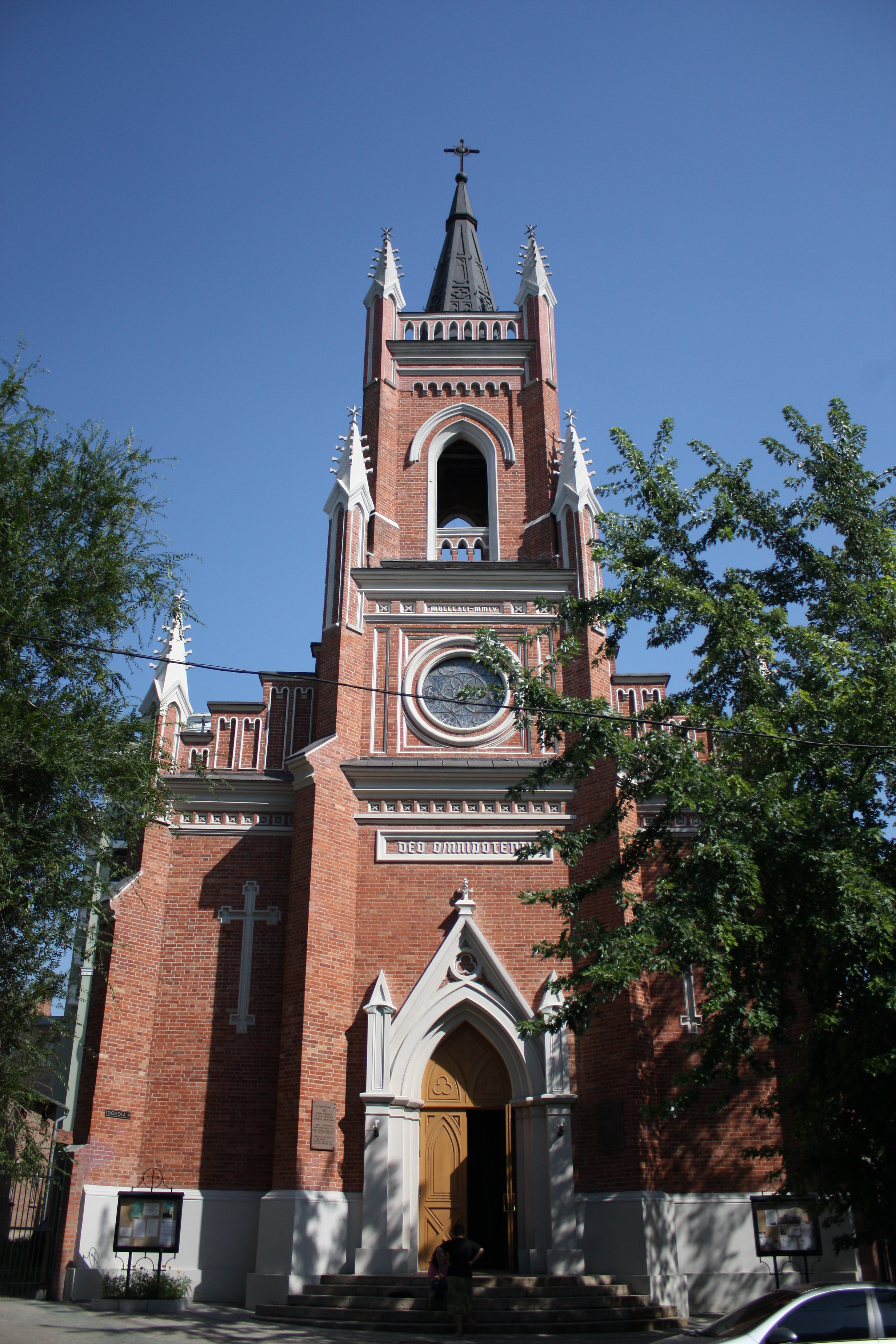
Католицький костел на вул. Гоголя

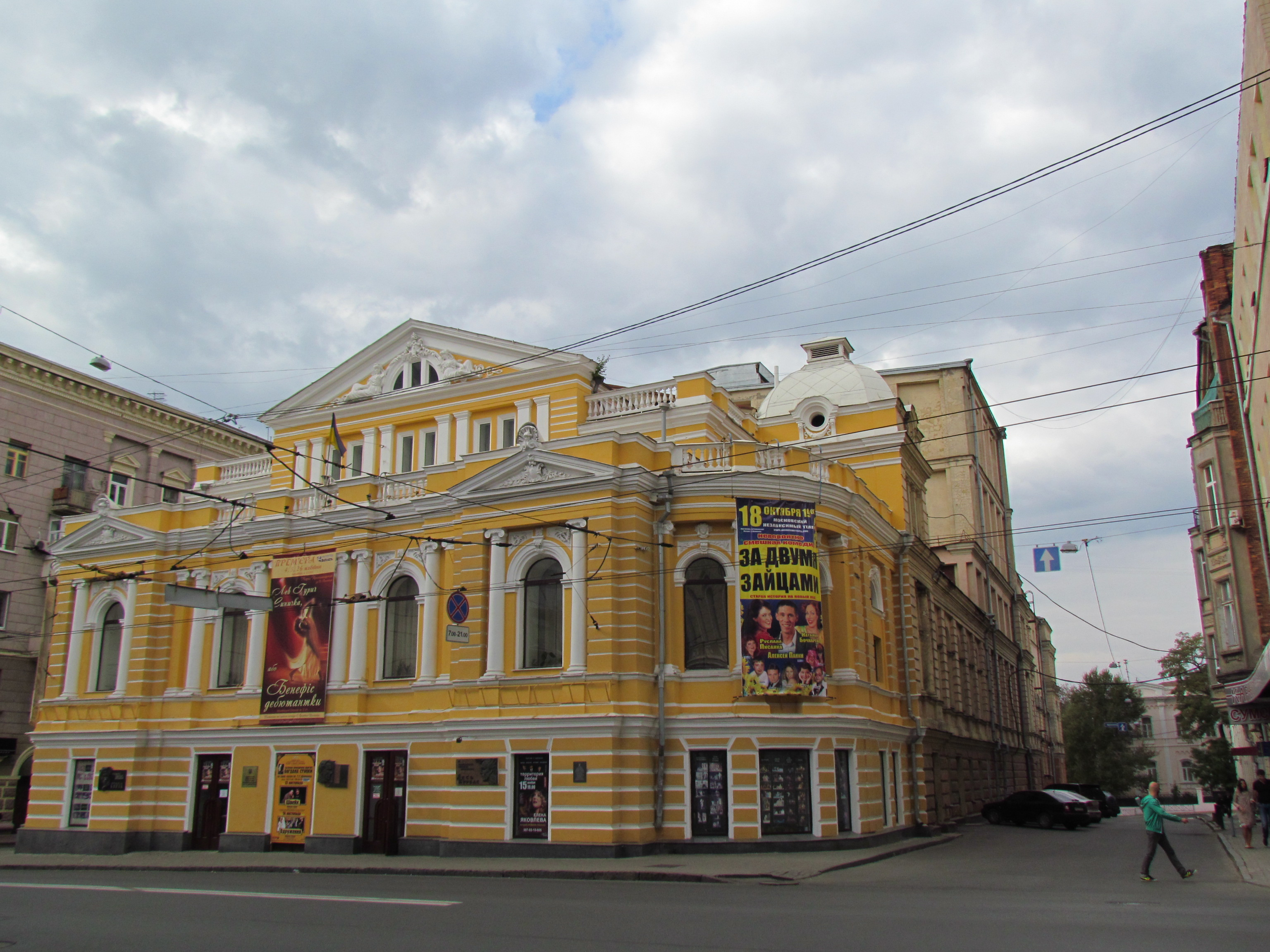
Театр ім. Шевченка на вул. Сумській

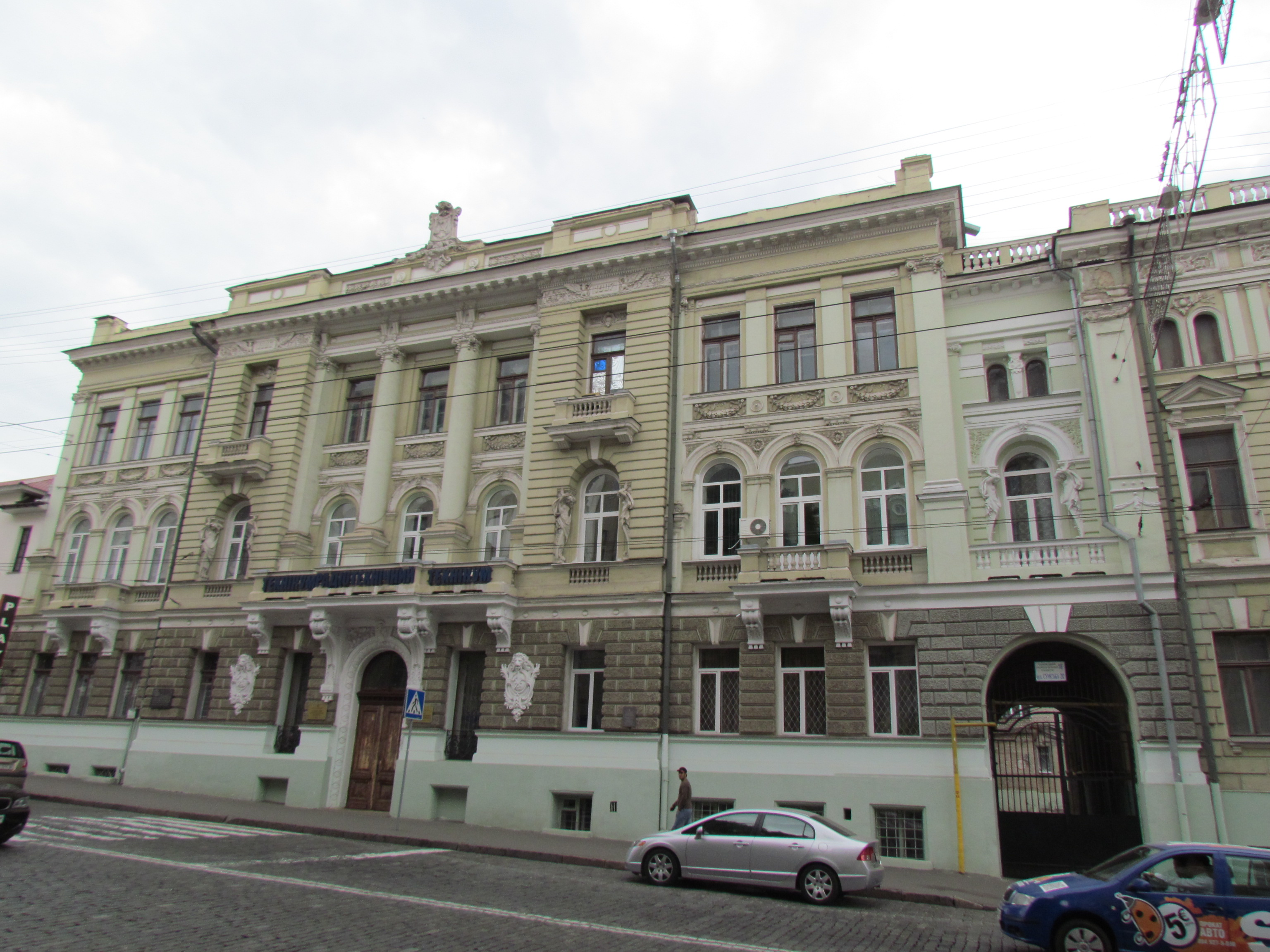
Будинок Ради гірничопромисловців півдня Росії на вул. Сумській

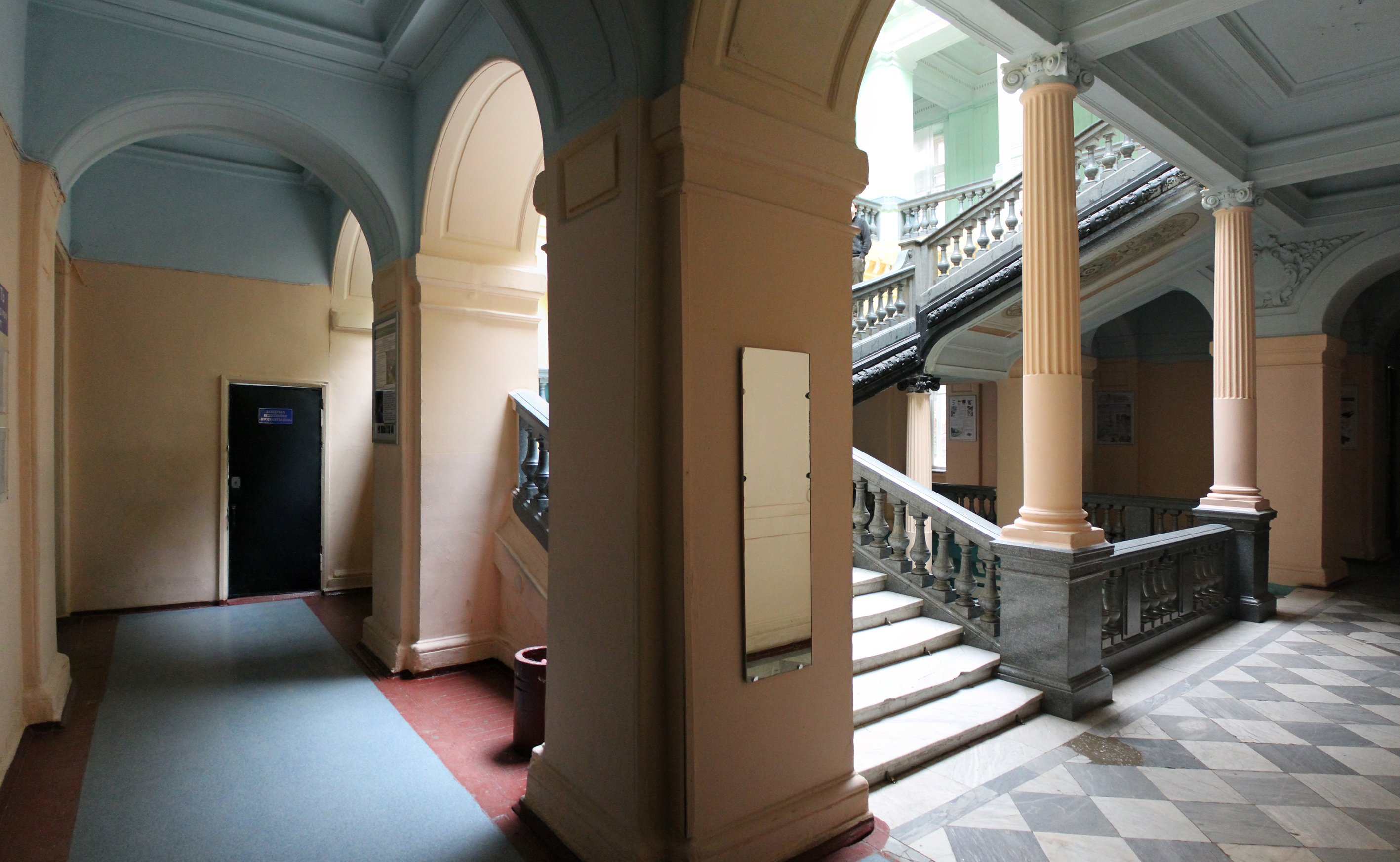
Будинок Ради гірничопромисловців півдня Росії. Парадні сходи

У Харкові Б. Михаловський працював у правлінні товариства Харківсько-Миколаївської залізниці, займав посаду міського інженера, а також викладав у 1-му реальному училищі.
Михаловський був одним із засновників Харківського відділення Імператорського Російського технічного товариства. У 1898 р. Б. Михаловського було обрано головою Архітектурного відділу ХВ РТТ.
У Харкові Михаловський побудував вісім дерев'яних мостів балкової системи, які пізніше були перебудовані. Проводив такі роботи з благоустрою міста, як влаштування дощової каналізації, спостерігав за спорудженням міського водопроводу, кінної залізниці.
У 1895–1897 pp. Б. Михаловський брав участь у розробці генерального плану міста (співавтори Г. Стрижевський, М. Шевцов, Ф. Шустер, А. Кондратовський, М. Брандтнер).
На сьогодні не збереглись ранні роботи Михаловського — будівлі Навчального корпусу 2-ї жіночої гімназії на Вознесенській пл. (1882–1885 рр.), Купецької біржі на Миколаївській пл. (1881 p.), Оперного театру Ф. Бергера і В. Пащенка (дерев'яна споруда) на розі Катеринославської вул. і Лопанської набережної (1874 р.) і багато інших.
Але ряд будинків, побудованих або реконструйованих Михаловським, які є пам'ятками архітектури Харкова, досі прикрашають місто і зберегли свою первісну функцію.
- 1883–1885 рр. — Міська дума на Миколаївській площі, 7 (реконструйована), нині будівля Харківської міської ради;
- 1887–1891 рр. — римсько-католицький костел Успіння Пресвятої Діви Марії на вул. Гоголя, 4;
- 1893 р. — реконструкція міського театру (нині Харківський академічний український драматичний театр імені Тараса Шевченка на вул. Сумській, 9;
- 1900 р. — реконструкція будинку духовного відомства (братського будинку) у співавторстві з арх. М. І. Ловцовим на Миколаївській площі, 12;
- 1902 р. — будинок Ради гірничопромисловців півдня Росії на вул. Сумській, 18/20 (реконструкція архіт. С. І. та І. І. Загоскіних). Нині це Харківський радіотехнічний технікум.

## Деякі факти з життя Б.Г.Михаловського
Коли було вирішено будувати Собор Успіння Пресвятої Діви Марії, то Б. Г. висловив бажання керувати спорудженням церкви безоплатно і, дійсно, всі роки будівництва костелу не отримував плати за свою роботу. Тільки по завершенню робіт, згідно з бажанням вдячних парафіян, Б. Михаловському було видано 500 руб. як компенсацію за поїздки і витрачений час.
Лише наприкінці життя, за кілька місяців до смерті, Б. Г. Михаловський подав прохання на ім'я міського голови О. К. Погорелка, у якому писав про погіршення здоров'я і просив про відставку й призначення пенсії, зважаючи на його 35-річну працю на посаді міського інженера. Характерно, що Болеслав Георгійович заздалегідь потурбувався про те, щоби міська дума мала час запросити нового інженера на його місце. За всі роки роботи на цій посаді Б. Михаловський жодного разу не зміг скористатись щорічною місячною відпусткою і відпочивав тільки під час 10-денних Великодніх канікул.